# Arquitetura da Iugoslávia

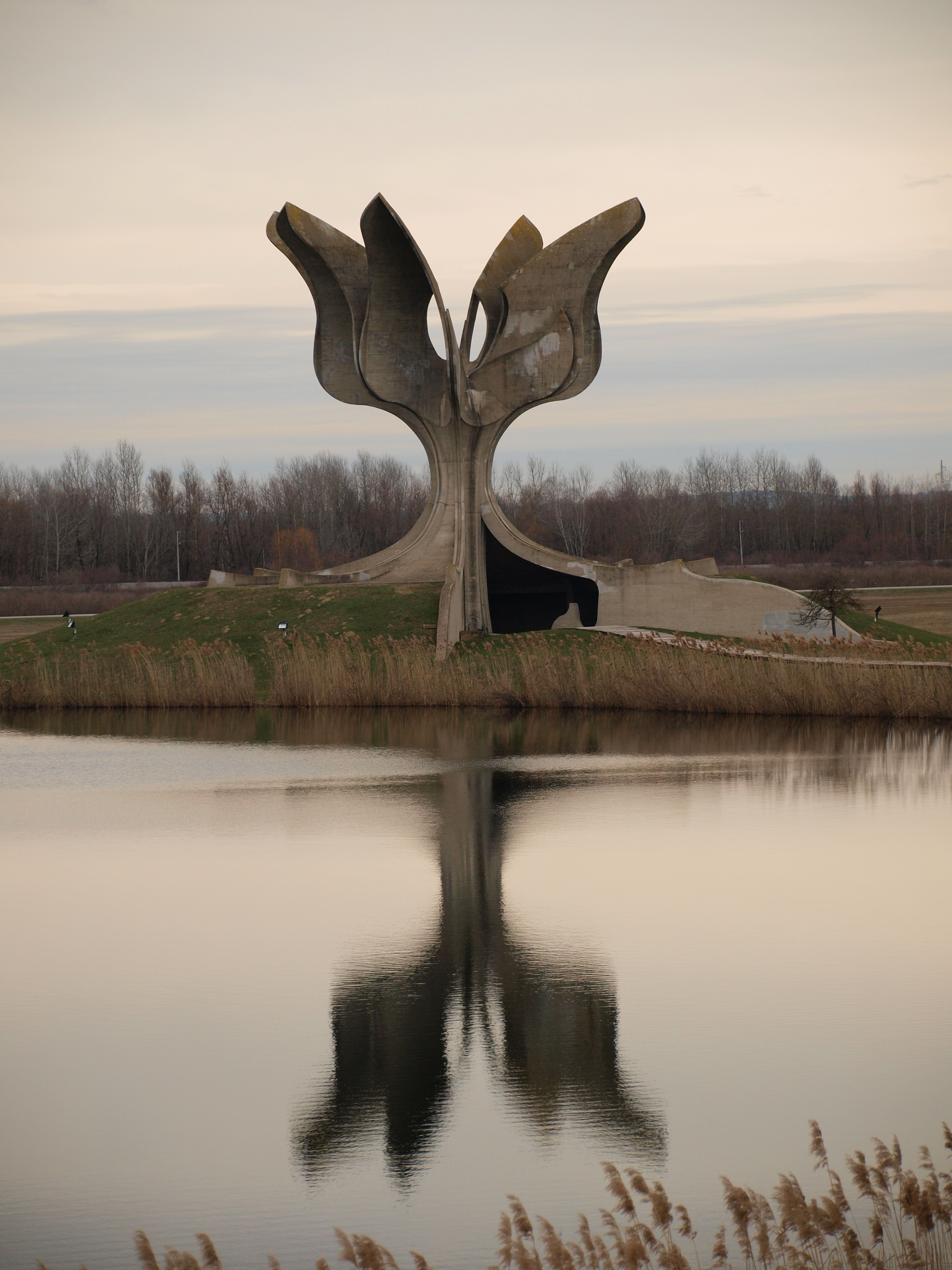
Flor de Pedra (1966) de Bogdan Bogdanović em Jasenovac

A arquitetura da Iugoslávia foi caracterizada por narrativas nacionais e regionais emergentes, únicas e muitas vezes diferentes.  Como um estado socialista que permanecia livre da Cortina de Ferro, a Iugoslávia adotou uma identidade híbrida que combinava as tendências arquitetônicas, culturais e políticas da democracia liberal ocidental e do comunismo soviético.   

## Modernismo do período entreguerras
A arquitetura iugoslava surgiu nas primeiras décadas do século XX, antes do estabelecimento do estado; durante esse período, vários criativos eslavos do sul, entusiasmados com a possibilidade de um estado, organizaram uma série de exposições de arte na Sérvia em nome de uma identidade eslava compartilhada. Após a centralização governamental após a criação do Reino da Iugoslávia em 1918, esse entusiasmo inicial de baixo para cima começou a desaparecer. A arquitectura jugoslava tornou-se cada vez mais ditada por uma autoridade nacional cada vez mais concentrada que procurava estabelecer uma identidade estatal unificada. 
A partir da década de 1920, arquitetos iugoslavos começaram a defender o modernismo arquitetônico, vendo o estilo como a extensão lógica de narrativas nacionais progressistas. O Grupo de Arquitetos do Movimento Moderno, uma organização fundada em 1928 pelos arquitetos Branislav Đ Kojić, Milan Zloković, Jan Dubovy e Dusan Babic, pressionou pela adoção generalizada da arquitetura moderna como o estilo "nacional" da Iugoslávia para transcender as diferenças regionais. Apesar dessas mudanças, as diferentes relações com o Ocidente tornaram a adoção do modernismo inconsistente na Iugoslávia na Segunda Guerra Mundial; enquanto as repúblicas mais ocidentais da Croácia e da Eslovênia estavam familiarizadas com a influência ocidental e ansiosas para adotar o modernismo, a  Bósnia, antiga nação otomana, permaneceu mais resistente a fazê-lo. De todas as cidades iugoslavas, Belgrado tem a maior concentração de estruturas modernistas.  
- Hospital Municipal (1930) projetado por Drago Ebler em Skopje
- Escola modernista (1930) projetada por Ivan Zemljak em Zagreb
- Galeria de arte Meštrović Pavilion (1933) projetada por Ivan Meštrović em Zagreb
- Escola secundária (1933) projetada por Egon Steinmann em Zagreb
- Palácio Danúbio Banovina (1939) projetado por Dragiša Brašovan em Novi Sad
- Edifício BIGZ (1941) projetado por Dragiša Brašovan em Belgrado

## Realismo socialista (1945–1948)

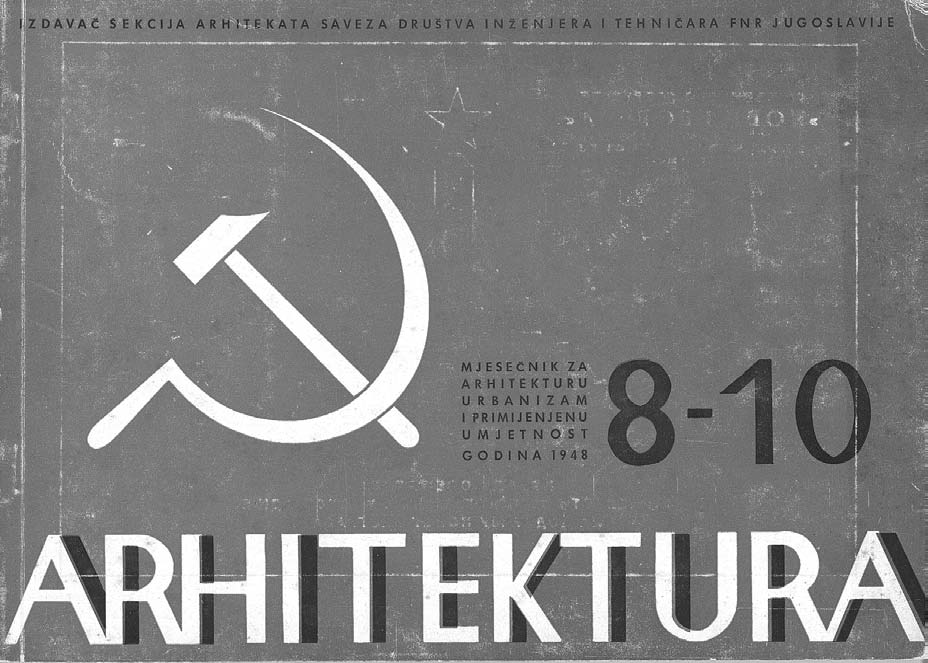
Capa de 1948 do jornal de arquitetura Arhitektura, de Zagreb; o realismo socialista foi o estilo dominante representado na publicação até 1949

Imediatamente após a Segunda Guerra Mundial, a breve associação da Iugoslávia com o Bloco Oriental inaugurou um curto período de realismo socialista. A centralização dentro do modelo comunista levou à abolição de práticas arquitetônicas privadas e ao controle estatal da profissão. Durante este período, o Partido Comunista no poder condenou o modernismo como “formalismo burguês”, um movimento que causou atrito entre a elite arquitetônica modernista do país antes da guerra. 
- Dom Sindikata em Belgrado por Branko Petričić em 1947, no estilo realista socialista
- Instituto de Saúde Pública (Higijenski zavod, 1950) por Tihomir Ivanović em Sarajevo

## Modernismo (1948–1992)

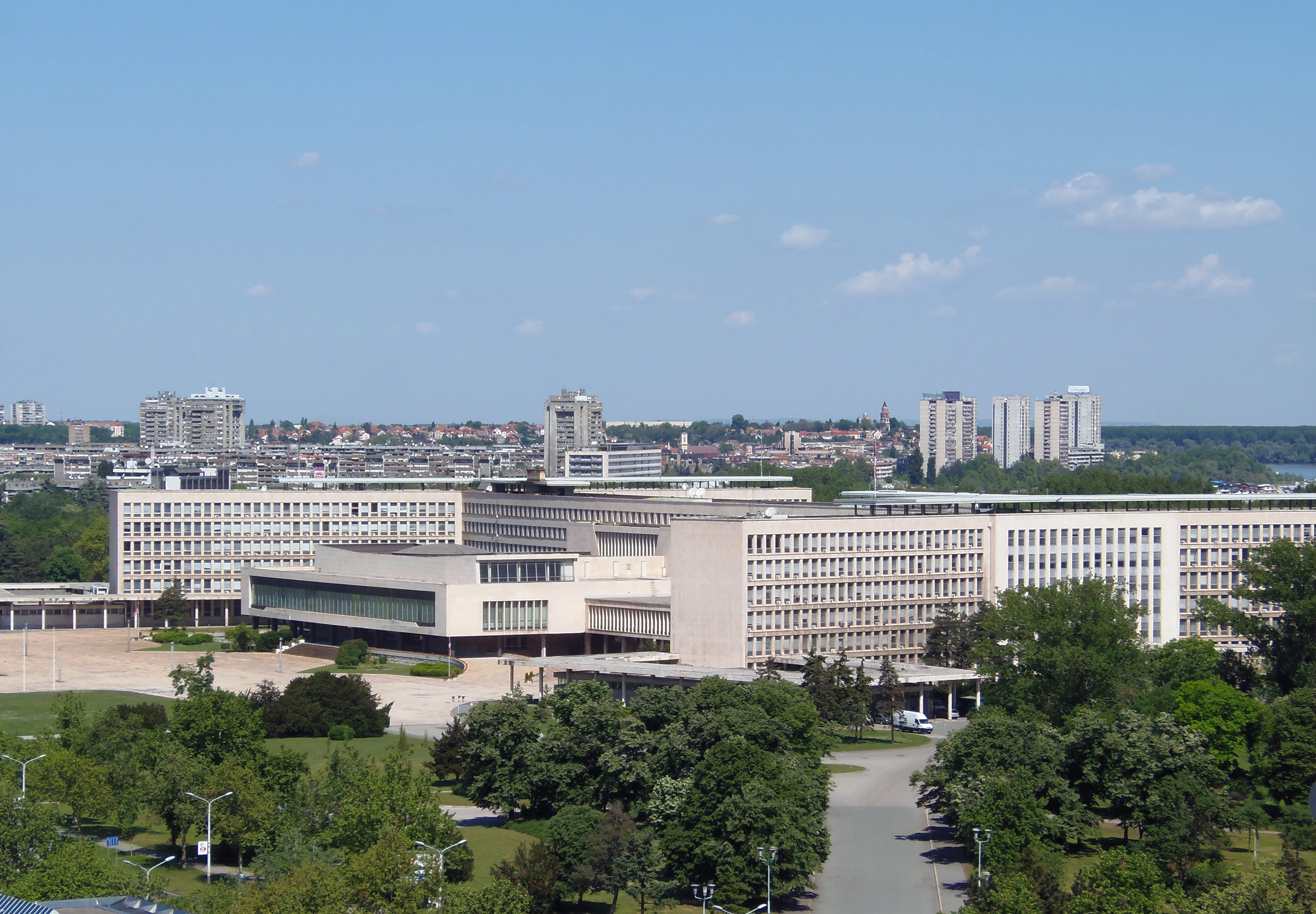
Palácio da Federação (1950) de Potočnjak e Janković, Belgrado

A arquitetura realista socialista na Iugoslávia chegou a um fim abrupto com a ruptura de Josip Broz Tito com Stalin em 1948. Nos anos seguintes, a nação voltou-se cada vez mais para o Ocidente, retornando ao modernismo que havia caracterizado a arquitetura iugoslava pré-guerra.  Durante esta era, a arquitetura modernista veio a simbolizar a ruptura da nação com a URSS (uma noção que mais tarde diminuiu com a crescente aceitabilidade do modernismo no Bloco de Leste).   O retorno da nação ao modernismo no pós-guerra é talvez melhor exemplificado no aclamado Pavilhão da Iugoslávia de Vjenceslav Richter em 1958 na Expo 58, cuja natureza aberta e leve contrastava com a arquitetura muito mais pesada da União Soviética. 

### Spomeniks
Durante este período, a ruptura iugoslava com o realismo socialista soviético combinou-se com os esforços para comemorar a Segunda Guerra Mundial, que juntos levaram à criação de uma imensa quantidade de memoriais de guerra escultóricos abstratos, conhecidos hoje como spomeniks. 
- Parque Memorial Šumarice (1953) projetado por Miodrag Živković em Kragujevac
- Monumento à Revolução do povo de Moslavina (1967) desenhado por Dušan Džamonja em Podgarić
- Monumento ao Destacamento Partisan de Kosmaj (1971) em Belgrado
- Monumento aos Mineiros (1973) projetado por Bogdan Bogdanović em Kosovska Mitrovica
- Makedonium (1974) desenhado por Jordan e Iskra Grabuloska em Kruševo
- Memorial (1979) desenhado por Miodrag Živković e Aleksandar Đokić em Kadinjača

### Brutalismo
No final da década de 1950 e no início da década de 1960, o brutalismo começou a ganhar adeptos na Iugoslávia, especialmente entre os arquitetos mais jovens, uma tendência possivelmente influenciada pela dissolução do Congrès Internationaux d'Architecture Moderne em 1959.  A crescente influência do brutalismo na nação foi exemplificada de forma mais proeminente nos esforços de reconstrução de Skopje após o devastador terremoto de 1963.  O arquiteto japonês Kenzo Tange desempenhou um papel fundamental na promoção do brutalismo na cidade, chegando ao ponto de propor um redesenho completo de Skopje nesse estilo.   A arquitetura da cidade foi compilada no Plano Diretor da Cidade de Skopje de 1963, de Kenzo Tange, com uma colaboração liderada pelas equipes de arquitetos internacionais da ONU.
- Dormitório estudantil (1971) por Georgi Konstantinovski em Skopje
- Portão Oriental da Cidade (1976) por Vera Ćirković em Belgrado
- Portão Ocidental da Cidade (1977) por Mihajlo Mitrović em Belgrado
- Sava Centar (1979) Stojan Maksimović em Belgrado
- Hotel Zlatibor (1981) por Svetlana Kana Radević em Užice

### Descentralização

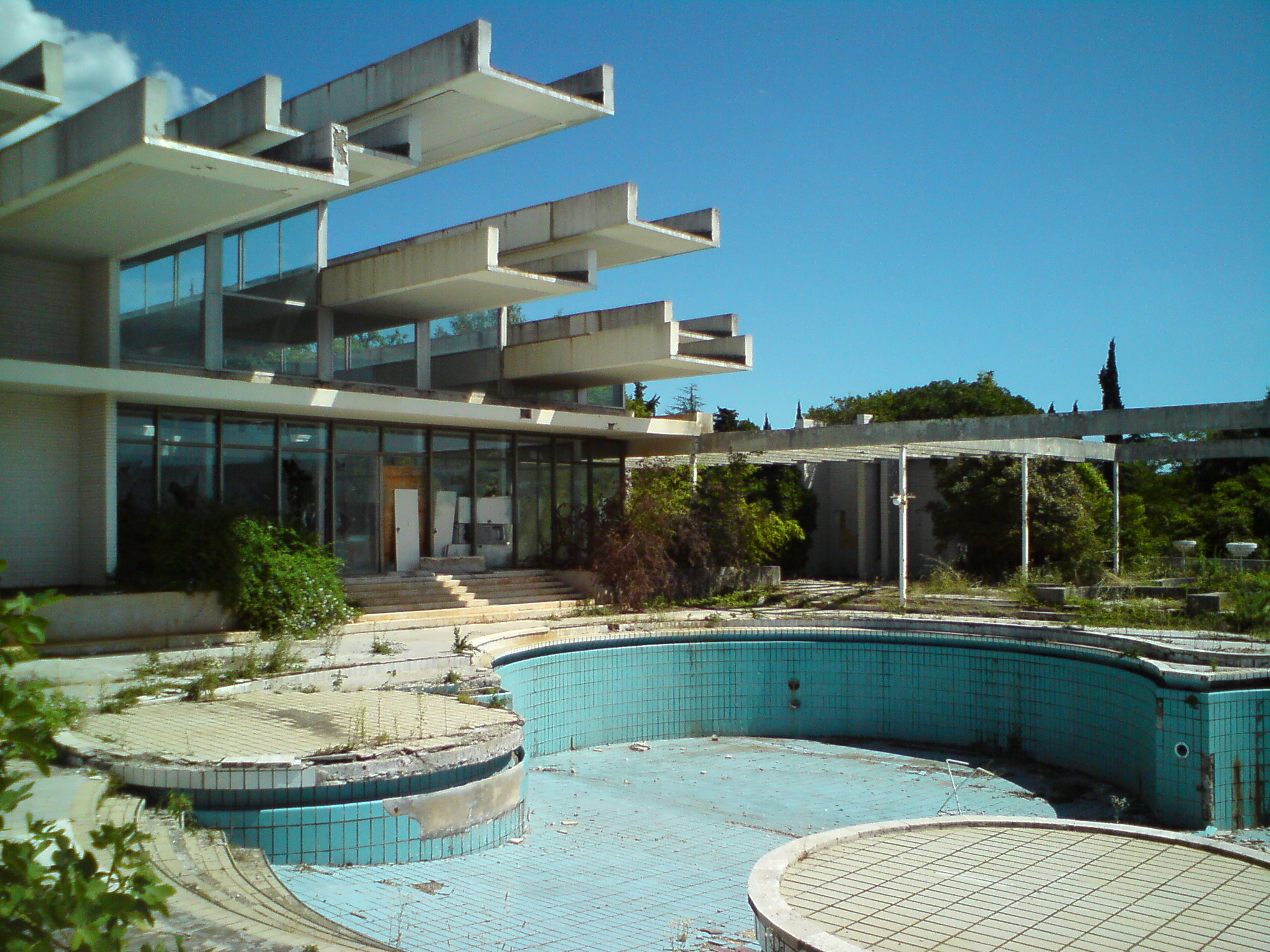
O agora abandonado, Haludovo Palace Hotel (1971) por Boris Magaš em Krk

Com as políticas de descentralização e liberalização da década de 1950 na RSF Iugoslávia, a arquitetura tornou-se cada vez mais fragmentada em termos étnicos. Os arquitetos concentraram-se cada vez mais na construção com referência ao património arquitetónico das suas repúblicas socialistas individuais, sob a forma de regionalismo crítico.  Um exemplo notável desta mudança é a publicação seminal de Juraj Neidhardt e Dušan Grabrijan de 1957, Arquitetura da Bósnia e o caminho para a modernidade (em croata: Arhitektura Bosne i Put U Suvremeno) que procurou compreender o modernismo através das lentes da herança otomana da Bósnia.  
A crescente distinção de identidades arquitetónicas étnicas individuais na Jugoslávia foi exacerbada com a descentralização, em 1972, da autoridade de preservação histórica anteriormente centralizada, proporcionando às regiões individuais mais oportunidades para analisar criticamente as suas próprias narrativas culturais. 
- Este complexo habitacional de 1953 em Džidžikovac projetado por Andrija Čičin-Šain foi influenciado pelas loggias e doksa tradicionais da Bósnia
- A Igreja de São Clemente de Ocrida (1972) de Slavko Brezoski em Skopje confunde as linhas entre a arquitetura religiosa macedônia e o pós-modernismo
- Mesquita Branca de Šerefudin (1980) por Zlatko Ugljen em Visoko faz referência à arquitetura tradicional da mesquita da Bósnia
- As cúpulas da Biblioteca Nacional do Kosovo de Andrija Mutnjaković (1982) em Pristina acenam para o herança islâmica do Kosovo

## Na cultura popular

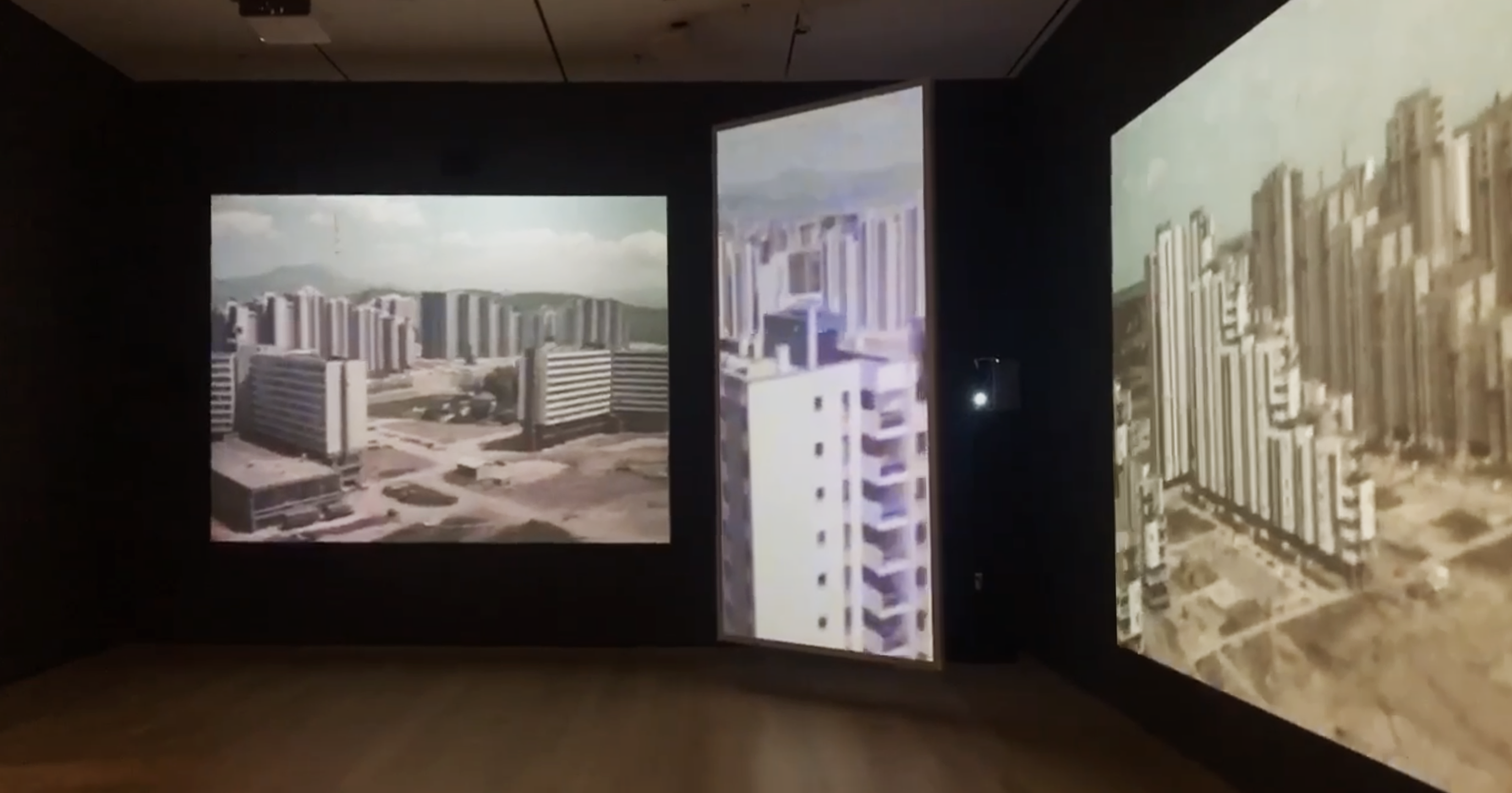
Videoinstalação na exposição "Rumo a uma Utopia Concreta" do Museu de Arte Moderna

A arquitetura iugoslava, em particular a dos monumentos, tem atraído cada vez mais a atenção do público nos últimos anos.  No final da década de 1990 e início da década de 2000, o fotógrafo belga Jan Kempenaers lançou uma série de fotografias documentando monumentos e memoriais dilapidados da Segunda Guerra Mundial na Iugoslávia. Em julho de 2018, o MoMA inaugurou uma exposição de seis meses intitulada "Rumo a uma Utopia Concreta", que proporcionou aos visitantes uma grande coleção de imagens, modelos arquitetônicos e desenhos da arquitetura iugoslava de 1948 a 1980.  Enquanto isso, o pesquisador e autor americano Donald Niebyl tem trabalhado desde 2016 para criar um recurso educacional online para explorar e catalogar a história dos monumentos e da arquitetura iugoslava, intitulado "Spomenik Database". 

## Galeria
- Monumento da Fraternidade e Unidade (1961) por Miodrag Živković em Pristina
- Museu de Arte Contemporânea da Macedônia (1970) em Skopje[25]
- Correio Central de Skopje (1974) por Janko Konstantinov em Skopje
- Instituto Hidrometeorológico (1979) por Krsto Todorovski em Skopje